# Para-Metoksiamfetamin
para-Metoksiamfetamin (okrajšava PMA), znan tudi kot 4-metoksiamfetamin (4-MA), je droga, ki spada v razred amfetaminov in deluje kot sprostitvena učinkovina za serotonin. V nasprotju z drugimi amfetamini ne povzroči stimulirajočih, evforičnih ali entaktogenih učinkov, čeprav ima do določene mere psihedelične učinke.
PMA se nemalokrat nahaja v tabletah ekstazija (MDMA), čeprav se učinki med obema zelo razlikujejo. Navadno se ga sintetizira iz anetola, v glavnem zaradi tega, ker so se razpoložljive količine safrola, osnovne spojine za izdelavo ekstazija, skozi leta močno zmanjšale zaradi policijskih zasegov. Nedavne raziskave so pokazale, da naj bi se spojina nahajala v sledovih v določenih vrstah akacij, s tem pa torej ne bi bila samo umetni proizvod.

## Farmakologija
PMA deluje kot selektivna sprostitvena učinkovina za serotonin (SSRA) s šibkimi učinki na sproščanje dopamina in noradrenalina. V primerjavi z ekstazijem ima slabše učinke na sproščanje serotonina in deluje bolj kot inhibitor ponovnega privzema omenjenega živčnega prenašalca (nevrotransmiterja). Poleg tega deluje tudi kot reverzibilni inhibitor encima monoamin-oksidaza A (MAO-A), na MAO-B pa nima učinkov.
Oboje, tj. hkratna inhibicija MAO-A in sproščanje serotonina prispeva k naglemu porastu telesne temperature, kar je verjetno glavni vzrok za smrtonosnost. V primerjavi z ekstazijem in ostalimi drogami, kot je efedrin, PMA aktivira hipotalamus mnogo učinkoviteje.
Pri nizkih dozah lahko PMA sicer učinkuje evforično, vendar je krivulja odnosa med koncentracijo in učinkom mnogo bolj strma kot pri ekstaziju, zato se pri višjih dozah hitro pojavijo neprijetni in nevarni simptomi oz. znaki. Učinki droge se lahko razlikujejo od človeka do človeka in so lahko nepredvidljivi, kar med ostalim pomeni, da se lahko pri določeni dozi občutljiva oseba smrtno zastrupi veliko lažje kot druga, manj občutljiva oseba, ki bi pri isti dozi občutila le blage simptome.
PMA in ekstazi delujeta sinergistično, zato je hkratno jemanje obeh drog izjemno nevarno. Učinki PMA-ja se začnejo pojavljati relativno pozno, kar daje odvisniku napačno predstavo o neučinkovitosti droge. Zaradi tega mnogi zatem vzamejo še ekstazi, kar je mnogokrat privedlo do smrtnih slučajev.

## Uporaba
PMA se uporablja na enaki način kot tablete ekstazija, zaradi česar je, ob upoštevanju strme krivulje odvisnosti doze od učinka in sinergističnega delovanja obeh drog, možnost zastrupitve in celo smrti toliko večja. Tablete PMA-ja obstajajo v različnih barvah in vzorcih, zato je preko videza tablete nemogoče izvedeti, za katero drogo gre, razen preko specializiranih testov. Droga se lahko nahaja tudi v obliki praška. Najpogostejša poulična imena so Smrt, Rdeča smrt, Dr. Smrt, Kokošji prah in Kokošje rumeno.

## Zastrupitev

### Klinični simptomi in znaki
Učinki PMA-ja so lahko zelo raznoliki in lahko privedejo do smrti. Sprva se lahko pojavijo simptomi in znaki halucinogenih amfetaminov, kot so pospešen in neritmični srčni utrip, zamegljen vid in neprijeten občutek zastrupljenosti. Pri višjih dozah se pojavijo slabost, bruhanje, intenzivna hipertermija (porast telesne temperature) in halucinacije.
Značilni simptomi so tahikardija (pospešen srčni utrip), hipertenzija (povišan krvni tlak), agitacija (huda tesnoba s posledično nemirnostjo), zmedenost, krči (konvulzije) in hipertermija, ki je pogosto usodna za zastrupljenca. Zaradi izjemnega porasta temperature se zastrupljenec na vse načine prizadeva ohladiti, od slačenja obleke, preko zavijanja v hladne in mokre brisače in celo do striženja las. Lahko se pojavita tudi hipoglikemija in hiperkaliemija, preko česar se lahko diferencialno diagnosticira zastrupitev z ekstazijem.

### Zdravljenje
Za PMA trenutno ne obstaja noben protistrup (antidot), zato je zdravljenje simptomatsko in po navadi vključuje tako zunanje hlajenje telesa kot tudi notranje (interno) hlajenje preko intravenske infuzije ohlajene fiziološke tekočine. Za blaženje krčev se daje benzodiazepine, v hujših primerih močnejše antikonvulzive, kot sta fenitoin in tiopental. Hipertenzijo se lahko zmanjša bodisi s kombinacijo alfa in beta blokerjev bodisi z drugimi zdravili, kot sta nifedipin in nitropusid. Po potrebi se daje serotoninske antagoniste in dantrolen. V hujših primerih včasih pride do rabdomiolize (propada skeletne mišičnine) in možganskih krvavitev, za kar je nujno potreben kirurški poseg.
Če se zdravljenje zastrupljenca prične pravočasno, bo ta najverjetneje preživel, kljub temu pa imajo tisti s temperaturo telesnega jedra nad 40 °C pri začetku zdravljenja slabo prognozo.

### Analogi
Na črnem trgu obstajajo štirje analogi PMA-ja, in sicer para-metoksimetamfetamin (PMMA), para-metoksietilamfetamin (PMEA), 4-etoksiamfetamin (4-ETA) in 4-metiltioamfetamin (4-MTA). PMMA in PMEA imata šibkejše učinke, podobne ekstaziju, vendar še vedno lahko povzročita slabost in hipertermijo  pri višjih dozah. 4-ETA je bila na voljo kratek čas v Kanadi v 70-ih letih, zato je o njem le malo znanega. 4-MTA je po drugi strani nevarnejši od PMA-ja, saj povzroči močne serotoninergične učinke in intenzivno hipertermijo z zelo šibkimi evforični učinki, kar je povzročilo številne smrti v poznih 90-ih letih.

## Zgodovina
PMA je na trg drog izšel v zgodnjih 70-ih letih, ko je bil uporabljen kot nadomestilo za halucinogene učinke LSD-ja. Kmalu zatem so v ZDA in Kanadi začela izhajati poročila o odgovornosti droge za povzročitve smrti zaradi predoziranja. Sodeč po uradnih poročilih med letom 1974 in sredino 90-ih let ni bilo smrtnih primerov, nato pa je število smrti zopet začelo naraščati.